# Klitjaŭ
Klitjaŭ (vitryska: Клічаў) är en stad i Belarus.   Den ligger i voblasten Mahiljoŭs voblast, i den centrala delen av landet, 130 km öster om huvudstaden Horad Mіnsk. Klitjaŭ ligger 154 meter över havet och antalet invånare är 7 423.

## Natur
Terrängen runt Klitjaŭ är mycket platt. Trakten är glest befolkad. Klitjaŭ är det största samhället i trakten.